# بروس بيفر
بروس بيفر (بالإنجليزية: Bruce Beaver)‏ هو كاتب وشاعر أسترالي، ولد في 14 فبراير 1928 في Manly, New South Wales ‏ في أستراليا، وتوفي في 17 فبراير 2004.

## وصلات خارجية
- بروس بيفر على موقع الموسوعة البريطانية (الإنجليزية)
- بروس بيفر على موقع ديسكوغز (الإنجليزية)